# Revista del Centro de Estudiantes del Doctorado en Ciencias Naturales
Revista del Centro de Estudiantes del Doctorado en Ciencias Naturales (abreviado Revista Centro Estud. Doct. Ci. Nat.) fue una revista con ilustraciones y descripciones botánicas que fue editada en Buenos Aires desde el año 1935 hasta 1941.